# Аргутинский-Долгоруков, Георгий Давыдович
Князь Георгий Давыдович Аргутинский-Долгоруков (1873—1949) — русский военный  деятель, полковник  (1912). Герой Первой мировой войны.

## Биография
Родился в Тифлисской губернии в семье генерал-лейтенанта, князя Аргутинского-Долгоруково, Давида Луарсабовича.
В 1892 году после окончания Николаевского кадетского корпуса вступил в службу. В 1894 году после окончания Николаевского кавалерийского училища по I разряду произведён в корнеты и выпущен в драгунский пехотный полк, переведён корнетом гвардии в Гродненский гусарский лейб-гвардии полк. В 1898 году произведён в поручики гвардии, в  1902 году в штабс-ротмистры гвардии, в 1906 году в ротмистры гвардии, в 1912 году в полковники.

С 1914 года участник Первой мировой войны. С 1916 года командир Новороссийского 3-го драгунского полка. 25 августа 1916 года за храбрость награждён Георгиевским оружием: 
За то, что, в бытность в составе Гродненского лейб-гвардии гусарского полка, командуя в бою 28-го апреля 1915 года у м. Городенка дивизионом, под сильнейшим артиллерийским, пулемётным и ружейным огнём противника, произвёл лихую конную атаку на окопы, занятые частями неприятельской пехоты, в количестве более роты, и спешенной германской конницы, не меньше полка, и не взирая на потери от действительного огня противника, довёл атаку до удара холодным оружием, выбил неприятеля из нескольких рядов окопов, изрубив значительную её часть, и захватил в плен 7 офицеров и 110 нижних чинов, чем способствовал общему ходу наступления на м. Городенка
С 1916 года в резерве чинов при штабе Одесского военного округа по болезни. После Октябрьской революции 1917 года находился в Тифлисе, позже в эмиграции во Франции.

## Награды
- Орден Святого Станислава 3-й степени с мечами и бантом   (1907; ВП 8.02.1917)
- Орден Святой Анны 3-й степени с мечами и бантом (1911; ВП 23.02.1915)
- Орден Святого Станислава 2-й степени с мечами  (ВП 19.11.1914)
- Орден Святой Анны 2-й степени с мечами (ВП 19.11.1914)
- Орден Святого Владимира 4-й степени с мечами и бантом (ВП 4.03.1915)
- Орден Святого Владимира 3-й степени с мечами  (ВП 13.12.1915)
- Георгиевское оружие (ВП 25.08.1916)